# Кобрин Ігор Дмитрович
І́гор Дми́трович Ко́брин (* 2 лютого 1951, Львів — 10 грудня 2023) — український кінорежисер. Лауреат Шевченківської премії (1989). Заслужений діяч мистецтв України (2008). Член Національної спілки кінематографістів України. Директор товариства Студія «Телекон». [Архівовано 28 Березня 2022 у Wayback Machine.]

## Біографія
1973 року закінчив Львівський університет.
1981 року закінчив Київський державний інститут театрального мистецтва за фахом режисер кіно і телебачення (майстерня В. Б. Кісіна).
Від 1982 року працює на студії «Укртелефільм».
З 1992 року — засновник і директор студії «Телекон».
Лауреат міжнародних кінофестивалів у Чикаго та Х'юстоні (США), Югославії.
21 листопада 2008 року надано звання «Заслужений діяч мистецтв України» — за вагомий особистий внесок у вшанування пам'яті жертв геноциду українського народу у зв'язку з 75-ми роковинами Голодомору 1932—1933 років в Україні, подвижницьку діяльність, спрямовану на висвітлення правди про Голодомор .
Автор п'ятисерійного документального фільму «1941. Заборонена правда», який транслювався на телеканалі «Україна» з 7 лютого до 7 березня 2013 р.
Помер на 73-му році життя.

## Фільмографія
- 1983 — «Останній засіб королів» (2-й режисер)
- 1985 — «Дива в Гарбузянах»
- 1986–1988 — «Чорнобиль: Два кольори часу» (2 серії)
- 1987 — «Про щастя співає Україна»
- 1992 — «Пробудження»
- 1996 — «Не хочу згадувати» («Чорнобиль-96»)
- 1997 — «Заручники свободи»
- 2004 — «Апельсинова долька» (у 3-х серіях)
- 2005 — «Розслідування обставин загибелі Щорса»
- 2006 — «Собор на крові» (10 серій)
- 2008 — «Хлібна гільйотина» (3 серії)
- 2013 — «1941. Заборонена правда»

## Нагороди
- 1989 — Державна премія України імені Т. Г. Шевченка (Україна, «Чорнобиль: два кольори часу») — разом з Юрієм Бордаковим;
- 1995 — Гран-прі «Золотий витязь» (МКФ, Нові Сад, Югославія, «Чорнобиль: два кольори часу»);
- 1996 — Гран-прі «Золота камера» (МКФ, Чикаго, США, «Return to Chernobyl»);
- 1996 — Срібний приз (МКФ, Х'юстон, США, «Return to Chernobyl»);
- 2007 — Національна премія «Телетріумф» (Україна, «Собор на крові»);
- 2008 — Гран-прі Всеукраїнського конкурсу «ЗМІ за толерантність і консолідацію українського суспільства» (Україна, «Собор на крові»;
- 2013 — Національна премія «Телетріумф» у номінації «Режисер/постановник (режисерська група) телевізійного документального фільму»